# Preszlavi kincsek

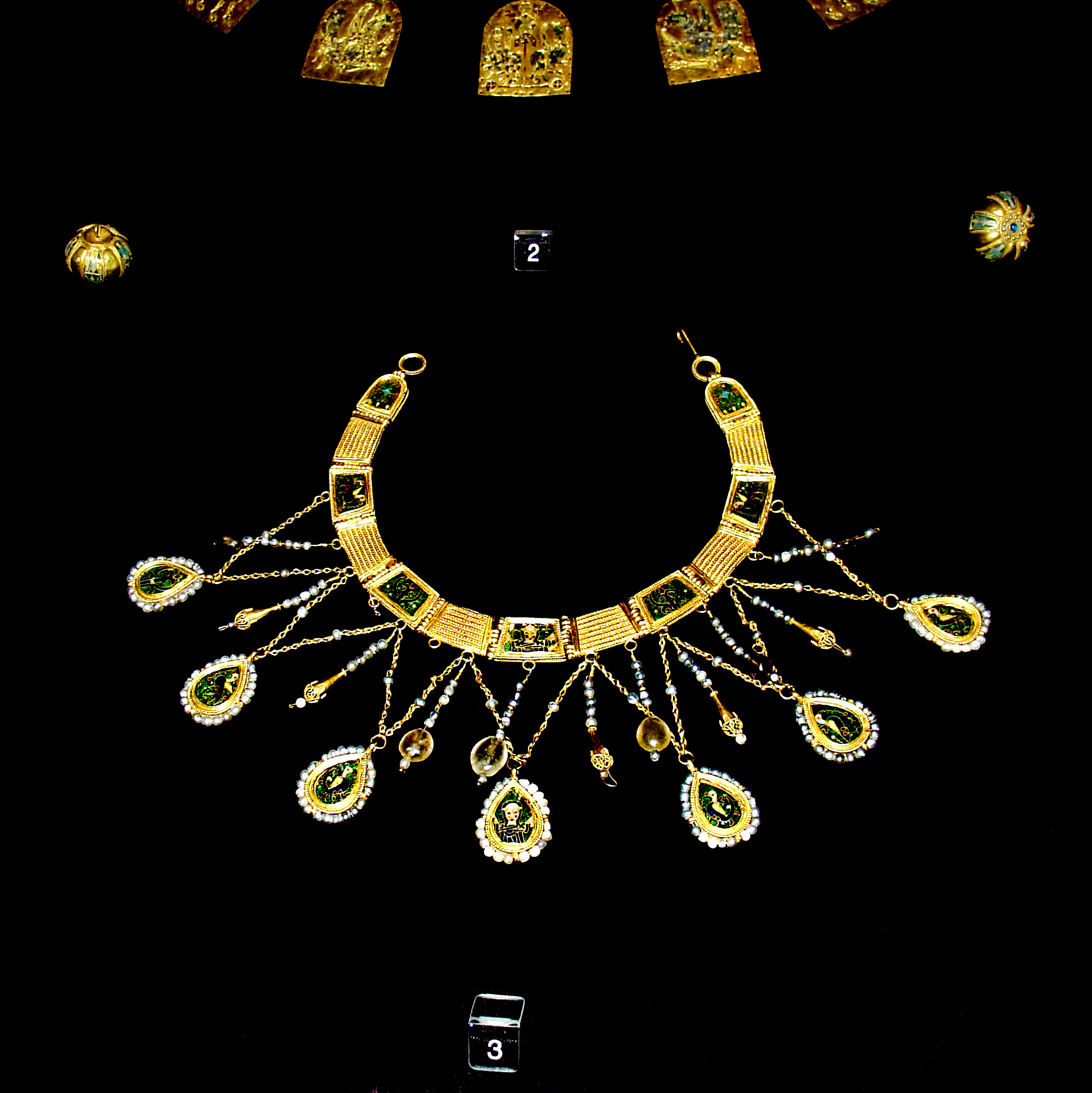
Nyaklánc 13 emaildíszítésű aranylemezzel és 7 függő medailonnal (a középsőn Szűz Mária képe látható

Preszlav I. Simeon bolgár cár (893-927) alatt lett az első dunai bolgár birodalom fővárosa. Eredetileg egy ókori település helyén lévő szláv helység volt. Simeon uralkodása alatt keresztény erődített nagyvárossá nőtte ki magát kora keresztény bazilikával (5. század), palota-komplexummal, iskolával, vízvezeték-hálózattal, kereskedelmi és kézműves központtal.
Régészeti kutatása 1897-ben Vaszil Zlatarszki által kezdődött meg, melyet később Fjodor Uszpenszkij és Karel Škorpil, cseh származású régész (1905), Krasztju Mijatev és Jurdan Goszpodinov (1927-28) folytattak. Szisztematikus feltárása 1945 óta folyik, olyan jeles bolgár szakértők vezetésével mint Nikola Mavrodinov, V. Mavrodinova, I. Abrakova-Zsandova, Szt. Sztancsev, T. Totev, D. Ovcsarov és mások.
A lelőhelyen már 1906-ban múzeum létesült, amely Karel Škorpil és a helyi tanító Jordan Goszpodinov, a preszlavi "Ticsa" Régészeti Társaság alapítója, fáradozásainak volt köszönhető.

## A preszlavi kincsek
A kincsleletet 1978-ban a Kasztana nevű helység egyik szőlőskertjében találták, 3 km-re északnyugatra Veliki Preszlavtól. Az utána következő feltárás során 170 arany, ezüst és bronztárgy, valamint 15 ezüst bizánci pénzérme Bíborbanszületett Konstantin 913/945–959, II. Rómanosz 959-963) került elő. A legértékesebb leleteket 969 vagy 972 környékén rejthették el egy szegényes kunyhó kőkemencéjében, amikor a fővárost előbb a Kijevi Rusz, majd Bizánc szállta meg. Ezzel hozzák kapcsolatba a városrész tűz általi felperzselését, melyre hamurétegek utalnak.
Többféle technikát alkalmaztak az női ékszerkészítők, többek közt filigrán díszítést, granulációt, gyöngyberakást, trébelést, zománcozást .

## Külső hivatkozások
- National Historical-Archaelogical Museum “Veliki Preslav“
- Oksana Minaewa: Der Goldschatz von Preslaw mit Fotos, Neue Bulgarische Universität (bulgarisch)